# Luma de Oliveira

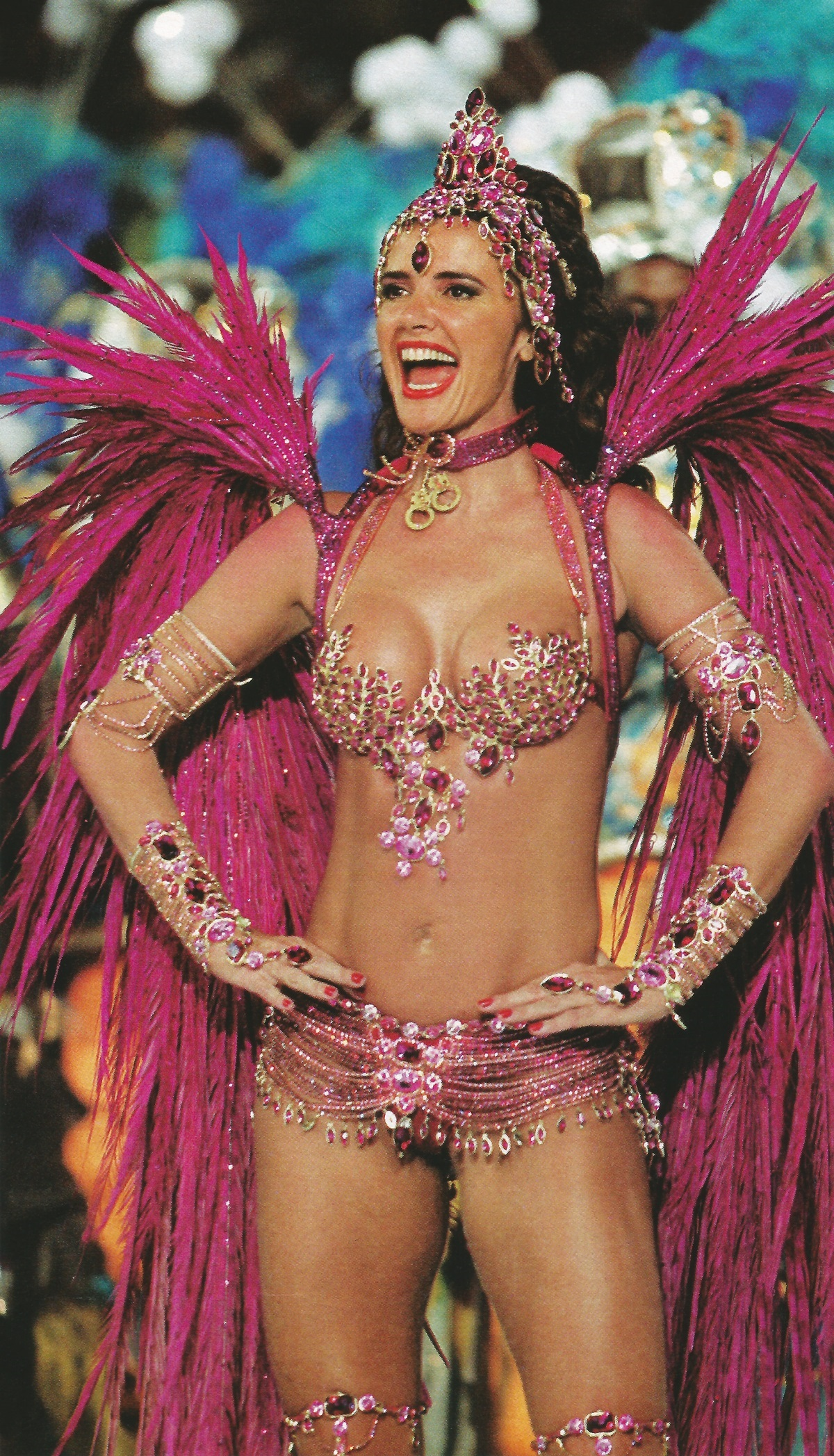
Luma de Oliveira

Luma de Oliveira (phát âm tiếng Bồ Đào Nha: [ˈlumɐ di oliˈvejɾɐ], Cantagalo, Rio de Janeiro, ngày 10 tháng 12 năm 1964) là một cựu người mẫu, diễn viên và nữ hoàng lễ hội người Brazil. Cô là Madrinha da Bateria (Bà mẹ của bộ gõ, "Nữ hoàng của trống") cho một số trường học samba cho đến năm 2005, trước khi trở lại vai trò của trường Portela nổi tiếng năm 2009.

## Tuổi thơ
Luma được sinh ra trong bệnh viện Cantagalo, tại bang Rio de Janeiro của Brazil. Mẹ của Oliveira, Maria Luiza, là người gốc Amerindian và cha cô, Luis, là người gốc Đức  và làm việc cho công ty Đường sắt Leopoldina. Một trong những tổ tiên của Oliveira là Georg Heinrich von Langsdorff, Baron de Langsdorff. Cô là con út trong sáu người con; chị gái của cô là nữ diễn viên nổi tiếng Ísis de Oliveira, và anh trai cô, Mem de Oliveira, là một nhà thơ.
Tên của cô được tạo ra bằng hai chữ cái đầu tiên của tên cha mẹ cô: LUis và MAria. Cô tham dự Học viện Gay-Lussac và chơi bóng ném và bóng chuyền, nhưng niềm đam mê của cô là đạp xe và chạy trên bãi biển.

## Sự nghiệp

### Người mẫu
Oliveira bắt đầu làm người mẫu từ năm 16 tuổi, sau cái chết của cha cô năm 1980. Cô chuyển đến Niterói và anh trai Mem trở thành người giám hộ, đại lý và quản lý của cô. Cô làm việc ở Nhật Bản, Pháp và Đức, nhưng thành công lớn nhất của cô là ở Brazil.
Luma de Oliveira quảng bá dòng mỹ phẩm Clarity, được bán trên thị trường thông qua Tư vấn và nhượng quyền thương mại FLX. Cô cũng xuất hiện trong quảng cáo cho dép xỏ ngón Havaianas  và sữa chua Danone, và trên trang bìa của nhiều tạp chí Brazil: Fitness, Guys, Headline, Look, và Who's That Guy.
Cô đã thu hút sự chú ý của <i id="mwQQ">Playboy</i> Brazil năm 1984 khi là em gái của nữ diễn viên truyền hình Isis de Oliveira, người được chính cô xuất hiện trên trang bìa của tạp chí vào năm 1983 và 1991. Luma là covergirl năm 1987, 1988, 1990, 2001 và 2005; cô được đặt tên là Miss Playboy International năm 1999. Năm lần xuất hiện trên trang bìa của cô, bao gồm cả lần gần đây nhất ở tuổi 40, là hầu hết mọi người trong lịch sử tạp chí  và những vấn đề đó đã tạo ra doanh thu cho tạp chí, nhất là số tháng 1 năm 2005 kỷ niệm 50 năm của tạp chí.